# Арзіані Малхаз Отарович
Малхаз Отарович Арзіані (нар. 15 серпня 1964, Поті, Грузинська РСР) — радянський та грузинський футболіст, захисник.

## Життєпис
Вихованець ДСШ Поті (тренер — Т. Адамія) та «Динамо» (Батумі). У чемпіонаті СРСР грав за «Динамо» Тбілісі (1982—1986, 1987—1990) — 106 матчів, один м'яч та «Гурію» Ланчхуті (1987) — 15 матчів. Провів два матчі у першій лізі за «Динамо» Батумі (1987). У чемпіонаті Грузії грав за «Іберію»/«Динамо» Тбілісі (1990—1993), «Колхеті-1913» Поті (1995/96), «Горду» Руставі (1997/98). Виступав за шведський клуб «Елліваре» (1993—1995, 1998).
Учасник Спартакіади народів СРСР 1983 року у складі збірної Грузинської РСР. Переможець Меморіалу Гранаткіна 1985 року.
Провів одну гру за збірну Грузії — 19 вересня 1992 року проти Азербайджану.

## Особисте життя
Син Зурабі (нар. 1987) також футболіст.